# Norman Wilks
Norman Wilks   (Birchington-on-Sea, 9 de juny de 1885 - Toronto, 20 de novembre de 1944) va ser un pianista i professor de música canadenc.

## Biografia
De petit, Norman Wilks va ser cantant del cor "Duke of Newcastle".
Va estudiar piano amb Michael Hamburg i Frederic Lamond i composició amb Ebenezer Prout i Joseph Holbrooke. Després va estudiar al Conservatori de Brussel·les amb Arthur De Greef i va ser alumne d'Artur Schnabel a Alemanya. El 1913 i el 1914 va fer una gira per Amèrica del Nord, on va actuar diverses vegades amb l'Orquestra Simfònica de Boston. Va ser militar durant la Primera Guerra Mundial i va rebre la Creu Militar.
Després de la guerra, va actuar com a solista a Anglaterra, Holanda, Bèlgica, Alemanya, el Carib i Austràlia1. Des de 1928 va viure al Canadà, on es va dedicar principalment a l'educació musical. Va ensenyar al "Royal Conservatory of Music" on va succeir a Ernest MacMillan el 1942.
Va ser coautor del llibre de text The Boris Berlin Musical Kindergarten Piano Method: Guide for Teachers (1940) i va ser editor de The Conservatory Sonatina Album (1945), que va ser reeditat el 1983. Entre els seus estudiants mes coneguts, hi havia Robert Fleming, Patricia Blomfield Holt, Weldon Kilburn, Margaret Parsons i Malcolm Troup.